# Казахстан на Светском првенству у атлетици на отвореном 2013.
Казахстан је на Светском првенству у атлетици на отвореном 2013. одржаном у Москви од 10. до 18. августа, учествовао једанаести пут, односно учествовала је под данашњим именом на свим првенствима од 1993. до данас. Репрезентацију Казахстана је представљало 17 такмичара (7 мушкараца и 10 жена) у 13 (6 мушких и 7 женских) дисциплина.
На овом првенству Казахстан није освојио ни једну медаљу. Остварена су два најбоља лична резултата у сезони.

## Учесници
Учествовало је 17 такмичара (7 мушкараца и 10 жена).
| Мушкарци: - Михаил Красилов — Маратон - Георгиј Шејко — Ходање 20 км - Виталиј Аничкин — Ходање 20 км - Никита Филипов — Скок мотком - Константин Сафронов — Скок удаљ - Роман Валијев — Троскок - Дмитриј Карпов — Десетобој | Жене: - Олга Сафронова — 200 м - Викторија Зјабкина — 200 м - Маргита Мукашева — 800 м - Анастасија Сопрунова — 100 м препоне - Галина Кичигина — Ходање 20 км - Шолпан Кожахметова — Ходање 20 км - Ајман Кожахметова — Ходање 20 км - Марина Аитова — Скок увис - Ирина Литвињенко Јектова — Троскок - Ирина Карпова — Седмобој |  |

## Резултати

### Мушкарци
| Атлетичар           | Дисциплина   | Лични рекорд | Предтакмичење | Предтакмичење | Квалификације | Квалификације | Полуфинале | Полуфинале | Финале                | Финале       | Детаљи |
| Атлетичар           | Дисциплина   | Лични рекорд | Резултат      | Место         | Резултат      | Место         | Резултат   | Место      | Резултат              | Место        | Детаљи |
| ------------------- | ------------ | ------------ | ------------- | ------------- | ------------- | ------------- | ---------- | ---------- | --------------------- | ------------ | ------ |
| Михаил Красилов     | Маратон      | 2:16:08      |               |               |               |               |            |            | 2:44:31               | 50 / 50 (70) | }}     |
| Георгиј Шејко       | 20 км ходање | 1:23:21      | 1:27:41       | 36 / 52 (64)  |               |               |            |            |                       |              |        |
| Виталиј Аничкин     | 20 км ходање | 1:23:32      | 1:30:02       | 45 / 52 (64)  |               |               |            |            |                       |              |        |
| Никита Филипов      | Скок мотком  | 5,60         |               |               | 5,40          | 5. у гр. Б    |            |            | Нису се квалификовали | 14 / 33 (40) |        |
| Константин Сафронов | Скок удаљ    | 8,10         | 7,47          | 14. у гр. А   | 26 / 28 (29)  |               |            |            | Нису се квалификовали |              |        |
| Роман Валијев       | Троскок      | 17,20        | 16,43         | 9. у гр. Б    | 17 / 20 (22)  |               |            |            | Нису се квалификовали |              |        |

#### Десетобој
| Дисциплина    | Дмитриј Карпов | Дмитриј Карпов         | Дмитриј Карпов         | Дмитриј Карпов         | Дмитриј Карпов         | Дмитриј Карпов         |
| Дисциплина    | Лич. рек.      | Резултат               | Бод.                   | Плас.                  | Укупно                 | Плас.                  |
| ------------- | -------------- | ---------------------- | ---------------------- | ---------------------- | ---------------------- | ---------------------- |
| 100 м         | 10,69          | 11,37                  | 780                    | 29                     |                        |                        |
| Скок удаљ     | 8,05           | 6,59                   | 718                    | 33                     | 1.498                  | 32                     |
| Бацање кугле  | 16,95          | 15,39                  | 814                    | 2                      | 2.312                  | 29                     |
| Скок увис     | 2,12           | није стартовао         | није стартовао         | није стартовао         | није стартовао         | није стартовао         |
| 400 м         | 46,81          | није стартовао         | није стартовао         | није стартовао         | није стартовао         | није стартовао         |
| 110 м препоне | 13,93          | није стартовао         | није стартовао         | није стартовао         | није стартовао         | није стартовао         |
| Бацање диска  | 52,80          | није стартовао         | није стартовао         | није стартовао         | није стартовао         | није стартовао         |
| Скок мотком   | 5,30           | није стартовао         | није стартовао         | није стартовао         | није стартовао         | није стартовао         |
| Бацање копља  | 60,31          | није стартовао         | није стартовао         | није стартовао         | није стартовао         | није стартовао         |
| 1.500 м       | 4:32,34        | није стартовао         | није стартовао         | није стартовао         | није стартовао         | није стартовао         |
| Десетобој     | 8.725 НР       | није завршио такмичење | није завршио такмичење | није завршио такмичење | није завршио такмичење | није завршио такмичење |

### Жене
| Атлетичарка              | Дисциплина    | Лични рекорд        | Квалификације | Квалификације | Полуфинале            | Полуфинале            | Финале                | Финале       | Детаљи |
| Атлетичарка              | Дисциплина    | Лични рекорд        | Резултат      | Место         | Резултат              | Место                 | Резултат              | Место        | Детаљи |
| ------------------------ | ------------- | ------------------- | ------------- | ------------- | --------------------- | --------------------- | --------------------- | ------------ | ------ |
| Олга Сафронова           | 200 м         | 23,21               | 23,83         | 5. у гр. 5    | Нису се квалификовале | Нису се квалификовале | Нису се квалификовале | 35 / 46 (50) |        |
| Викторија Зјабкина       | 200 м         | 22,92 (+1,4 м/с) НР | 24,47         | 6. у гр. 2    | Нису се квалификовале | Нису се квалификовале | Нису се квалификовале | 44 / 46 (50) |        |
| Маргита Мукашева         | 800 м         | 1:58,96             | 2:02,06       | 7. у гр. 4    | Нису се квалификовале | Нису се квалификовале | Нису се квалификовале | 26 / 32      |        |
| Анастасија Сопрунова     | 100 м препоне | 12,95               | 13,85         | 7. у гр 4     | Нису се квалификовале | Нису се квалификовале | Нису се квалификовале | 35 / 36 (37) |        |
| Галина Кичигина          | 20 км ходање  | 1:32:59             |               |               |                       |                       | 1:34:18               | 37 / 46 (62) |        |
| Шолпан Кожахметова       | 20 км ходање  | 1:33:21             | 1:38:09 ЛРС   | 54 / 46 (62)  |                       |                       |                       |              |        |
| Ајман Кожахметова *      | 20 км ходање  | 1:31:55             | 1:33:00 ЛРС   | Диск. ,       |                       |                       |                       |              |        |
| Марина Аитова            | Скок увис     | 1,99                | 1,83          | 12. у гр А    |                       |                       | Нису се квалификовале | 25 / 27      |        |
| Ирина Литвињенко Јектова | Троскок       | 14,48               | 13,37         | 9. у гр А     | 18 / 21               |                       | Нису се квалификовале |              |        |

- Такмичарка  Ајман Кожахметова завршила је трку као 27 али је накнадно дисквалификованa јер је на допинг тесту била позитивна на еритропоетин (EPO).

#### Седмобој
| Дисциплина    | Ирина Карпова | Ирина Карпова           | Ирина Карпова           | Ирина Карпова           | Ирина Карпова           | Ирина Карпова           |
| Дисциплина    | Лични рекорд  | Резултат                | Бод.                    | Плас.                   | Укупно                  | Плас.                   |
| ------------- | ------------- | ----------------------- | ----------------------- | ----------------------- | ----------------------- | ----------------------- |
| 100 м препоне | 13,96         | 14,54                   | 903                     | 32                      |                         |                         |
| Скок увис     | 1,88          | 1,65                    | 795                     | 33                      | 1.698                   | 33                      |
| Бацање кугле  | 13,90         | 11,92 ЛРС               | 656                     | 28                      | 2.354                   | 33                      |
| 200 м         | 24,64         | 26,50                   | 754                     | 32                      | 3.108                   | 31                      |
| Скок удаљ     | 6,35          | 5,54 ЛРС                | 712                     | 32                      | 3.820                   | 32                      |
| Бацање копља  | 43,19         | није стартовала         | није стартовала         | није стартовала         | није стартовала         | није стартовала         |
| 800 м         | 2:12,37       | није стартовала         | није стартовала         | није стартовала         | није стартовала         | није стартовала         |
| Седмобој      | 7.798 НР      | није завршила такмичење | није завршила такмичење | није завршила такмичење | није завршила такмичење | није завршила такмичење |